# Eusitalces rubripes
Eusitalces rubripes är en insektsart som beskrevs av Günther, K. 1940. Eusitalces rubripes ingår i släktet Eusitalces och familjen gräshoppor. Inga underarter finns listade i Catalogue of Life.